# Bernard Morrison
Bernard Morrison là một cầu thủ bóng đá người Ghana hiện tại thi đấu cho Orlando Pirates ở PSL.

## Thống kê sự nghiệp
Tính đến 30 tháng 1 năm 2018
| Câu lạc bộ          | Mùa giải            | Giải vô địch          | Giải vô địch | Giải vô địch | Cúp     | Cúp       | Cúp Liên đoàn | Cúp Liên đoàn | Khác    | Khác      | Tổng cộng | Tổng cộng |
| Câu lạc bộ          | Mùa giải            | Hạng đấu              | Số trận      | Bàn thắng    | Số trận | Bàn thắng | Số trận       | Bàn thắng     | Số trận | Bàn thắng | Số trận   | Bàn thắng |
| ------------------- | ------------------- | --------------------- | ------------ | ------------ | ------- | --------- | ------------- | ------------- | ------- | --------- | --------- | --------- |
| Orlando Pirates     | 2016–17             | Premier Soccer League | 7            | 0            | 2       | 0         | 1             | 0             | 0       | 0         | 10        | 0         |
| Orlando Pirates     | 2017–18             | Premier Soccer League | 8            | 1            | 0       | 0         | 0             | 0             | 0       | 0         | 8         | 1         |
| Tổng cộng sự nghiệp | Tổng cộng sự nghiệp | Tổng cộng sự nghiệp   | 15           | 1            | 2       | 0         | 1             | 0             | 0       | 0         | 18        | 1         |